# Geike Arnaert
Geike Arnaert (Poperinge, 13 settembre 1979) è una cantante belga, nota per essere stata, dal 1997 al 2008, la frontwoman degli Hooverphonic, ruolo che ha ripreso nuovamente dal 2020.

## Biografia
Nata a Poperinge, è cresciuta a Westouter, una piccola frazione rurale del Comune di Heuvelland, sul confine con la Francia.
Si avvicina alla musica durante l'infanzia, grazie ai genitori che scoprono precocemente le sue doti canore. Viene iscritta a una scuola di musica con le sue due sorelle e studia violino per 3 anni. Sostiene di aver preso lì «il gusto per la musica». Si esibì per la prima volta di fronte al pubblico per un concorso di canto nel proprio villaggio: era il 1988 e si aggiudica il primo premio della giuria e del pubblico. L'anno successivo ripeterà il successo ottenuto. Nel 1994 entrò in una giovane band locale, chiamata “Bottled in Belgium”, con la quale si piazzò seconda al festival Westtalent.
Durante la sua carriera musicale ha vissuto ad Anversa, a Gand e a Bruxelles, e adesso vive a Sint-Pieters-Leeuw.

## Carriera

### L'esordio con gli Hooverphonic
Grazie alle opportunità con cui entra in contatto, nel 1997 fu convocata per un provino con gli Hooverphonic, che ebbe esito positivo. Geike entra nella band in sostituzione di Liesje Sadonius. Con gli Hooverphonic incide 5 LP e ottiene ampi consensi da critica e pubblico, che evidenziano le sue doti in fatto di robustezza della voce ed eleganza delle interpretazioni. Durante la carriera negli Hooverphonic Geike vince numerosi premi, tra cui l'Humo's Pop Poll nel 2008 come miglior cantante belga. Grazie anche ai vari brani di successo che canta negli Hooverphonic, raggiunge le vette delle classifiche europee, insieme a numerosi dischi d'oro e di platino. 

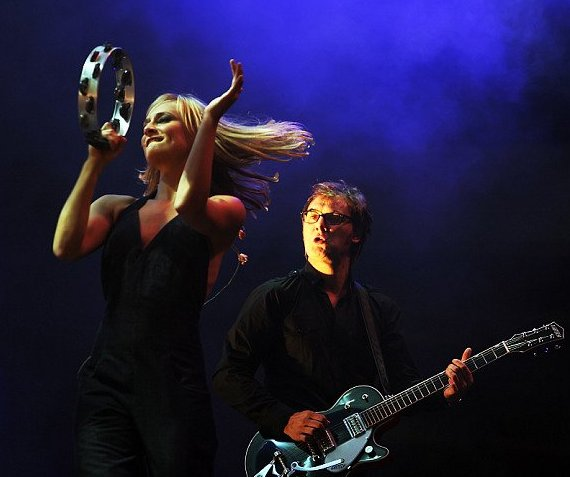
Arnaert vocalist degli Hooverphonic nel 2008; sullo sfondo, il chitarrista Raymond Geerts.

Il 10 ottobre 2008 Geike lascia gli Hooverphonic per intraprendere una carriera da solista: tiene l'ultimo concerto con il gruppo il 13 dicembre di quell'anno a Ekaterinburg, in Russia. Il 4 febbraio 2016 compare in un'unica performance straordinaria con gli Hooverphonic, ma smentisce immediatamente le voci di un ritorno nel gruppo.

### La carriera solista
La carriera solista di Geike Arnaert inizia nel 2002, quando ancora era negli Hooverphonic, grazie a una collaborazione con Ozark Henry. Canta anche con Filip Kowlier, e nel 2007, di comune accordo con gli Hooverphonic incide alcuni brani con la band Chroma, che pubblicano nel loro album Radea. Dopo aver lasciato definitivamente gli Hooverphonic nel 2008 comincia la sua vera e propria carriera da solista, incidendo il singolo Home con Tom Helsen e Mijn Leven con il cantante rap Vijvenveertig (nome d'arte di Andy Sierens), registrato 2 settimane prima della morte del rapper per cancro. Entrambi i brani la portano in cima alle classifiche musicali belghe, affermandola anche come cantante solista. Registra sempre nel 2008 una cover della storica canzone Le temps des cerises con il cantante Bobbejan Schoepen, che metterà la cover nel suo album Bobbejan.
Nel 2010, in occasione della collaborazione con Spinvis, forma il duo Dorléac e scrive con lui la colonna sonora del film Adem.
Il 17 ottobre 2011 esce il suo primo disco da solista, For the Beauty of the Confusion, e parte per 2 anni per un tour europeo,  con una data anche in Italia.
Dopo una lunga assenza dalle scene musicali, il 28 novembre 2017 esce il brano Zoutelande, cantato con i BLØF e dedicato all'omonima località balneare: il brano è stato definito dalla critica «uno dei maggiori brani di successo cantati in olandese». Il 1º marzo 2019 esce Off Shore, uno dei suoi brani di maggior successo da solista. Il 21 giugno di quell'anno esce Lost in Time e il 13 settembre Middle of the Night. Il 18 ottobre 2019 esce il suo secondo album da solista, Lost in Time, che ottiene un grande successo in Belgio portando la cantante con i brani Off Shore, Black Land Shore, All Over, Lost in Time e Middle of The Night in vetta alle classifiche belghe, in particolare a quelle fiamminghe.
Sospende momentaneamente la carriera da solista nel 2020, dato il suo ritorno negli Hooverphonic.

### Il ritorno negli Hooverphonic
Il 9 novembre 2020 Geike e la band annunciano nei loro ufficiali profili social il suo ritorno nella band, per i 20 anni di Mad About You, il singolo che li portò in cima alle classifiche di tutto il mondo. Inaugura il suo "ritorno alle origini" (così soprannominato dalla band) con una nuova versione della canzone, e conferma la sua presenza con il gruppo all'Eurovision Song Contest 2021 in rappresentanza del Belgio. Il 4 marzo 2021 rilascia The Wrong Place, il loro brano eurovisivo con cui arriveranno 19esimi.

## Influenze musicali
Da un punto di vista musicale, si ritiene influenzata da Rolling Stones, Doors, David Bowie, Iggy Pop, Led Zeppelin, Lou Reed, Nirvana, Joni Mitchell, Portishead, Massive Attack, Cocteau Twins, e Debbie Harry.

## Vita privata
Ha due sorelle: Kaat, attualmente cantante dei Sutrastore, e Anne Arnaert.
Attualmente vive a Sint-Pieters-Leeuw.

## Discografia

### Con gli Hooverphonic
- 1998 - Blue Wonder Power Milk
- 2000 - The Magnificent Tree
- 2002 - Hooverphonic Presents Jackie Cane
- 2005 - No More Sweet Music/More Sweet Music
- 2007 - The President of the LSD Golf Club

### Da solista
- 2011 - For the Beauty of Confusion
- 2019 - Lost in Time